# Internationale Akademie für Philosophie

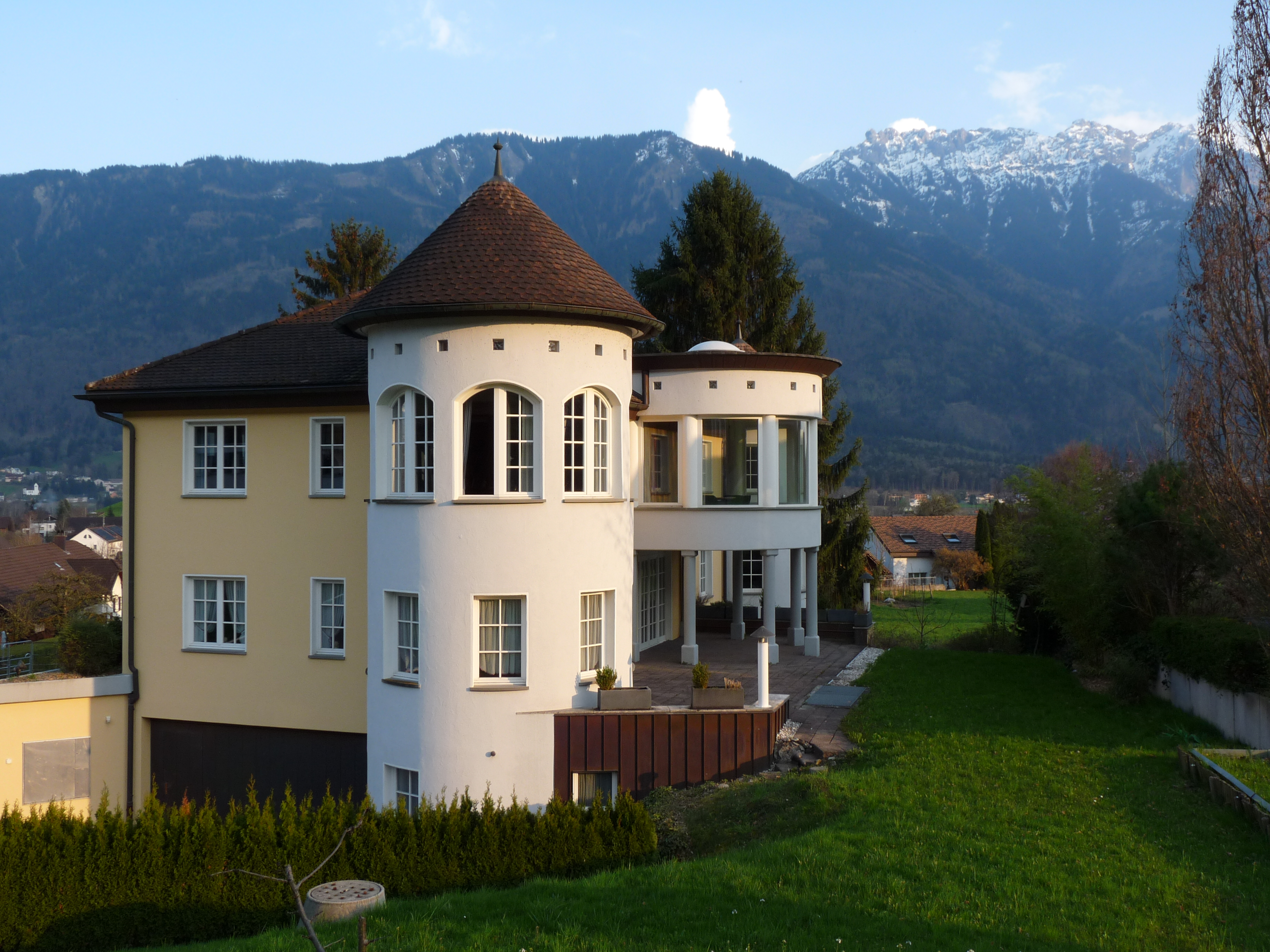
Internationale Akademie für Philosophie in Mauren, Fürstentum Liechtenstein

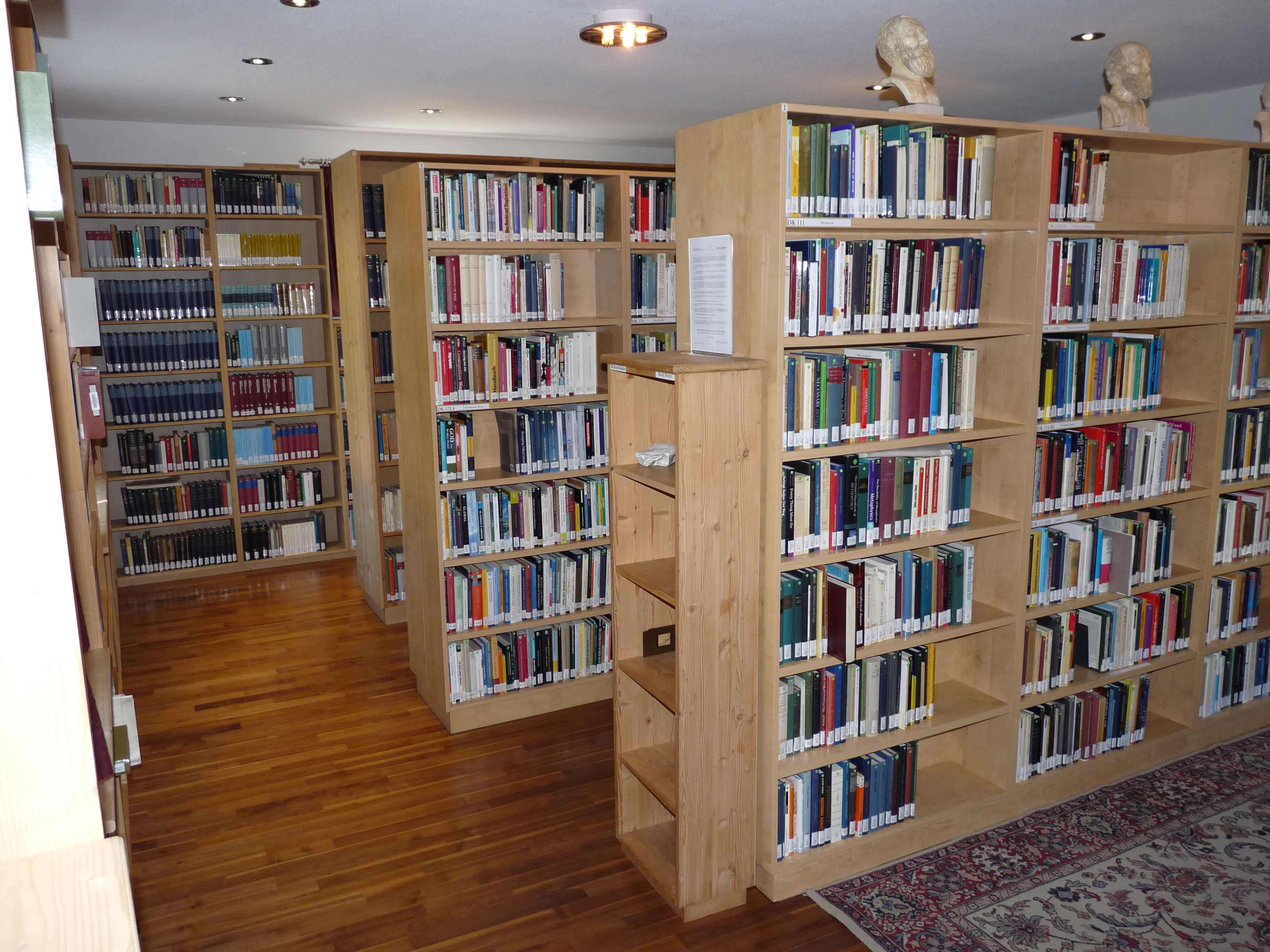
Teil der IAP-Bibliothek

Die Internationale Akademie für Philosophie (IAP) war bis zum 28. Januar 2020 eine staatlich anerkannte, private Hochschule mit Promotionsrecht für das Fach Philosophie. Bis zum 31. Dezember 2022 verfügte sie über die staatliche Anerkennung bei der Vergabe von Doktorgraden von Studierenden, die bis 31. Dezember 2019 an der IAP noch immatrikuliert waren. Die IAP hatte ihren Sitz in Mauren im Fürstentum Liechtenstein und wurde im Sommer 2024 aufgelöst.

## Geschichte
Die IAP wurde 1986 als private Hochschule für das Fach Philosophie im Fürstentum Liechtenstein von Nikolaus von Liechtenstein, Rocco Buttiglione und Josef Seifert gegründet. Von 1986 bis 2007 war Josef Seifert Rektor der IAP. Rocco Buttiglione lehrte bis 1994 Philosophie, Sozialethik, Wirtschaft und Politik und war Prorektor der IAP. In den Jahren 2008 bis 2012 ruhte der Lehrbetrieb. 2013 bis zu seinem Ausscheiden aus der Akademie, 2020, war Daniel von Wachter Rektor der IAP, der in seiner Amtszeit den Schwerpunkt der Akademie auf die Religionsphilosophie legte. Von Juli 2020 bis zu ihrer Einstellung war Philipp Batthyány Rektor der IAP mit dem Ziel einer grundlegenden Neuausrichtung der IAP.
An der IAP wurden zuletzt  neun Promotionsvorhaben in Philosophie, mit den Schwerpunkten Religionsphilosophie, Philosophie des Geistes und Sozialphilosophie, betreut.
Im Zuge des Wechsels des Rektorats und der Neuausrichtung der IAP strebte die Akademie zuletzt noch im bestehenden Betrieb sowie insbesondere nach Ablaufen ihrer eingeschränkten staatlichen Anerkennung zum 1. Januar 2023 auch die Umwandlung in eine hochschulähnliche Einrichtung als internationales Forschungsinstitut für Philosophie, namentlich der Existenzphilosophie sowie der Sozial- und Moralphilosophie im Fürstentum Liechtenstein an.

## Ziel und Aufgabe der IAP
Ziel und Aufgabe der IAP war die Lehre und Forschung im Fach Philosophie. Neben der Lehre und Forschung zu Kernthemen der Metaphysik, der Ethik und der Erkenntnistheorie im Rahmen des Doktoratsstudiengangs ist die IAP auf Forschungen zur Philosophie der Psychologie (Viktor-Frankl-Lehrstuhl), zur Existenzphilosophie insbesondere bei und nach Karl Jaspers sowie zu Grundfragen der Sozialphilosophie und Moralphilosophie gerichtet.

## Studium
Die IAP bot für die immatrikulierten Studierenden ein dreijähriges Promotionsstudium an, das jedoch zum Ende des Jahres 2022 auslief.

## Organisation und Rechtliches
Die IAP hatte folgende Leitungsorgane:
- Stiftungsrat (Stiftungsratspräsident ist Nikolaus von Liechtenstein),[8]
- Hochschulrat[9], darunter
  - Alfred Marek Wierzbicki (Lublin, Polen),
  - Guido Hülsmann (Angers, Frankreich),
  - John Lennox (Oxford, Grossbritannien),
  - Nicolas Michel (Freiburg im Üechtland, Schweiz),
  - Czesław Porębski (Krakau, Polen),
  - Rogelio Rovira (Madrid, Spanien).

Die IAP war zeitweise Mitglied im Verbund der Internationalen Bodensee-Hochschulen. Dadurch war es Forschenden wie Studierenden möglich, die Einrichtungen der Mitgliedshochschulen (z. B. Bibliotheken, Mensen, Studienangebote) zu nutzen (z. B. Universität Konstanz und Universität Zürich) zu nutzen.
Liechtenstein gehört zum Europäischen Hochschulraum. Die Studienleistungen der IAP wurden daher im Rahmen des (European Credit Transfer System, ECTS) an anderen Hochschulen angerechnet. Die von der IAP verliehenen akademischen Grade sind im ganzen Europäischen Hochschulraum anerkannt.

## Bibliothek
Die philosophische Fachbibliothek der IAP ist öffentlich zugänglich und die Ausleihe auf Anfrage möglich (ausgenommen Präsenzbibliothek und Sonderstandorte). Die Bibliothek steht vor allem den Studierenden, Forschenden und den Lehrenden zur Verfügung. Fernleihe und Postversand sind nicht möglich.

## Publikationen
- Rocco Buttiglione, Josef Seifert (Hrsg.): Aleksandr Isaevič Solženizyn. -  Politik und Moral am Ende des 20. Jahrhunderts: Rede an der Internationalen Akademie für Philosophie im Fürstentum Liechtenstein anlässlich der Verleihung des Ehrendoktorats am 14. September 1993 / Alexander Solschenizyn; Universitätsverlag Winter, Heidelberg 1994, ISBN 3-8253-0191-5
- Mariano Crespo; Elizabeth Anscombe, Menschenwürde: Metaphysik und Ethik, Jubiläumsband der Internationalen Akademie für Philosophie im Fürstentum Liechtenstein 1986–1996, Universitätsverlag Winter, Heidelberg 1998, ISBN 3-8253-0693-3.
- Dietrich von Hildebrand, Josef Seifert, Paul Stöcklein, Ernst Wenisch (Hrsg.): Dietrich von Hildebrands Kampf gegen den Nationalsozialismus. (Internationale Akademie für Philosophie im Fürstentum Liechtenstein). Universitätsverlag C. Winter, Heidelberg 1998, ISBN 3-8253-0778-6.
- Norbert Leser (Hrsg.), Die Gedankenwelt Sir Karl Poppers, kritischer Rationalismus in Dialog. Beiträge des Symposiums: „Die Gedankenwelt Sir Karl Poppers“ - Kritischer Rationalismus im Dialog, Veranstaltet von der Außenstelle Vorarlberg des Instituts für Neuere Österreichische Geistesgeschichte der Ludwig-Boltzmann-Gesellschaft und der Internationalen Akademie für Philosophie im Fürstentum Liechtenstein im Landesbildungszentrum Schloss Hofen in Lochau bei Bregenz, Österreich vom 26. bis 29. Oktober 1989, Universitätsverlag Winter, Heidelberg 1991, ISBN 3-533-04450-5.
- Giovanni Reale; Samuel Scolnicov, Dialogues on Plato - The Idea of the Good, Proceedings of the I. International Plato-Symposium at the IAP Liechtenstein, Academia Verlag, Sankt Augustin 2002, ISBN 3-89665-184-6.
- Balduin Schwarz (hrsg. von Paola Premoli und Josef Seifert), Wahrheit, Irrtum und Verirrungen: die sechs grossen Krisen und sieben Ausfahrten der abendländischen Philosophie, Internationale Akademie für Philosophie im Fürstentum Liechtenstein, Universitätsverlag Winter, Heidelberg 1996, ISBN 3-8253-0488-4.
- Nikolaus von Liechtenstein; Julian I. Mahari (Hrsg.): Finanzmärkte und Ethik heute Chancen, Risiken, Herausforderungen , Orell Füssli Verlag, Zürich 2003.